# Нарышкина, Наталья Кирилловна
Цари́ца Ната́лья Кири́лловна, урождённая Нары́шкина (22 августа [1 сентября] 1651, Москва — 25 января [4 февраля] 1694, там же) — русская царица, вторая супруга (с 1671) царя Алексея Михайловича, мать Петра I.

## Биография
Дочь мелкопоместных дворян Кирилла Полиектовича Нарышкина и его жены Анны Леонтьевны, урождённой Леонтьевой.

В описании Якова Рейтенфельса: «Это — женщина в самых цветущих летах, росту величавого, с черными глазами навыкате, лицо имеет приятное, рот круглый, чело (лоб) высокое, во всех членах изящная соразмерность, голос звонкий и приятный, и манеры самые грациозные».

Наталья Кирилловна воспитывалась в московском доме своего дальнего родственника, боярина Артамона Матвеева, где, как считается, её и увидел Алексей Михайлович. Наталья Кирилловна была призвана на собранный со всей страны смотр невест и повенчана с царём 22 января 1671 года, когда ей было 19 лет. От этого брака родились трое детей.

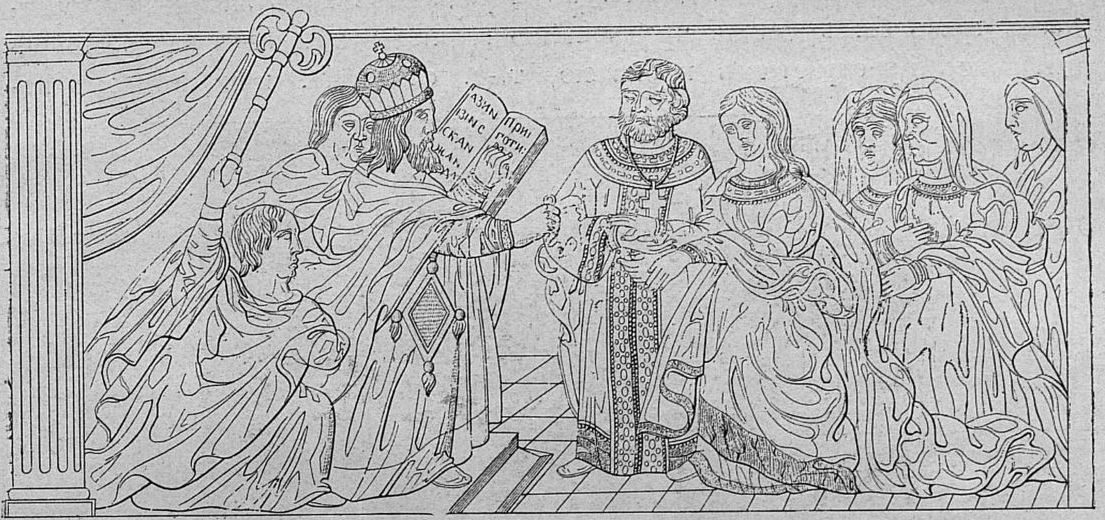
Резьба на парадной кружке царя Алексей с изображением венчания с Натальей Нарышкиной

После смерти Алексея Михайловича для Натальи Кирилловны настало тревожное время; ей пришлось стать во главе Нарышкиных, безуспешно боровшихся с Милославскими. При Фёдоре Алексеевиче Наталья Кирилловна жила с сыном преимущественно в подмосковных сёлах Коломенское и Преображенское.
Во время стрелецкого бунта в 1682 году некоторые её родственники были убиты. В результате царями были провозглашены оба брата — Пётр и Иван, причём Иван был объявлен «старшим» царём. А затем регентом стала Софья, которая фактически являлась полновластной правительницей и полностью отстранила Наталью Кирилловну от управления страной. Трения между царскими «дворами» в Москве и Преображенском не прекращались.
В 1689 г. по настоянию и указанию Нарышкиных и лично Натальи Кирилловны состоялся первый брак Петра с Евдокией Лопухиной.
Опальное положение вдовы-царицы продолжалось до торжества Петра над Софьей, в 1689 году. Но, одержав эту победу, 17-летний царь предпочитает заниматься, главным образом, потешным войском и строительством потешного флота на Плещеевом озере, а весь груз государственных забот оставляет на усмотрение матери, которая, в свою очередь, препоручает их своей родне — Нарышкиным. В набросках «Истории о царе Петре Алексеевиче и ближних к нему людях 1682—1694 гг.» князь Б. И. Куракин даёт такую характеристику Наталье Кирилловне и её правлению:
Сия принцесса добраго темпераменту, добродетельнаго, токмо не была ни прилежная и не искусная в делех, и ума легкаго. Того ради, вручила правление всего государства брату своему, боярину Льву Нарышкину, и другим министрам… Правление оной царицы Натальи Кирилловны было весьма непорядочное, и недовольное народу, и обидимое. И в то время началось неправое правление от судей, и мздоимство великое, и кража государственная, которое доныне продолжается с умножением, и вывесть его язву трудно.
Хотя в этот период и незаметно следов государственной деятельности Натальи Кирилловны, но влияние её на Петра было довольно значительно, как видно из их переписки. Своими отлучками и особенно морскими путешествиями он часто огорчал любящую мать. Наталья Кирилловна умерла на 43-м году жизни 4 февраля 1694 года от болезни сердца. После смерти матери Пётр принимает на себя всю полноту власти.

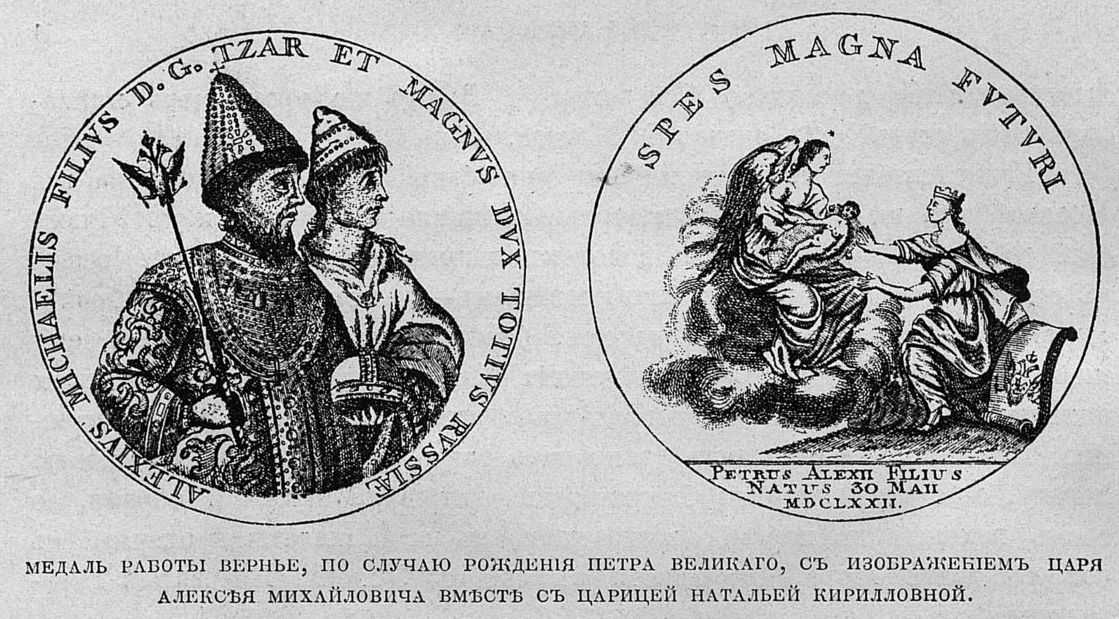
Медаль по случаю рождения Петра I c портретами царя Алексея и царицы Натальи, воспроизведено по изданию 1903 г.

## Потомство
- Пётр Алексеевич (30 мая (9 июня) 1672 — 28 января (8 февраля) 1725) — будущий российский император Пётр I
- Наталья Алексеевна (22 августа (1 сентября) 1673 — 18 (29) июня 1716) — незамужняя
- Феодора Алексеевна (4 (14) сентября 1674 – 28 ноября (8 декабря) 1677)

## В культуре
- Пьеса Густава III «Алексей Михайлович и Наталья Нарышкина.»
- А. Н. Толстой. «Петр Первый» (1934)
- Н. М. Молева, «Государыня — правительница Софья» (2000)
- Р. Р. Гордин, «Игра судьбы» (2001)
- Т. Т. Наполова, «Царица-мачеха» (2006)

В кино
- Е. Таланова — «Пётр Великий». (1910)
- Тамара Макарова — «Юность Петра», «В начале славных дел». (1980)
- Лилли Палмер — «Пётр Великий». (1986)
- Евгения Казарина — «Раскол». (2011)
- Александра Платонова — «Романовы. Фильм Второй». (2013).
- Юлия Бочарова — «Пётр I: Последний царь и первый император». (2022).